# Édouard Elle
Édouard Elle, né à Saint-Josse-ten-Noode (Bruxelles) en 1859 et décédé à Wépion en 1911, est un architecte belge.
Il pratiquait également l'aquarelle et la peinture de chevalet. Il exposa à Bruxelles et à Paris. Son petit-fils Eddy Wérotte fut également un excellent aquarelliste.
Il a construit de nombreuses maisons au tournant des deux siècles lorsque Bruxelles se construisait, s'étendait et était une véritable fourmilière d'artistes et de créateurs. Tout comme Henri Van Massenhove et Guillaume Low il est un de ces architectes qui ont façonné au fil des rues le visage de Bruxelles que l'on connait toujours et multiplié le modèle de la maison bruxelloise.

## Ses constructions
- 1887 : rue Ortelius 30, maison personnelle d'Édouard Elle de style éclectique.
- 1891 : rue Rembrandt 19, maison de style éclectique.
- 1891 : rue Guillaume Stocq 23, maison de style Renaissance flamande.
- 1892 : rue de l'Aqueduc 23, 25, deux maisons de style éclectique.
- 1894 : rue de la Pacification 55, 57, deux maisons identiques.
- 1894 : rue Franklin 28, maison de style éclectique.
- 1894 : rue Jourdan, 86, maison de style éclectique.
- 1895 : rue Ortelius 14, maison de style éclectique.
- 1895 : rue Philippe Le Bon 47, 49, deux maisons.
- 1895 : rue Stevin 65, maison de style éclectique.
- 1895 : rue des Confédérés 53, maison de style éclectique.
- 1896 : rue Stevin 190, maison néoclassique.
- 1896 : rue Philippe Le Bon 52, 54, deux maisons de style éclectique.
- 1896 : avenue Michel-Ange, 37, maison de style éclectique.
- 1896 : rue Ortelius, 4, maison de style éclectique.
- 1896 : rue du Taciturne 45, maison de style éclectique.
- 1896-1897 : rue du Taciturne 50, 52, 54, 56, quatre maisons de style éclectique.
- 1897 : rue Ortelius, 2, maison de style éclectique.
- 1899 : rue Faider, 69, maison de Monsieur J. Van Cutsem, avec ornement en sgraffite (trèfles, sainfoin) de Gabriel Van Dievoet.
- 1899 : rue Faider, 71, maison de Monsieur J. Van Cutsem, avec ornement en sgraffite (soleil, glycine) de Gabriel Van Dievoet.
- 1899 : rue Faider, 73, Maison de Monsieur J. Van Cutsem, avec ornement de sgraffite (soleil) de Gabriel Van Dievoet.
- 1899 : rue Faider, 75, maison de Monsieur J. Van Cutsem, avec ornement de sgraffite (vigne) de Gabriel Van Dievoet.
- 1899 : rue Joseph II, 172, maison de style éclectique avec ornement de sgraffite (marguerite) de Gabriel Van Dievoet.
- 1899 : rue Joseph II, 174, maison de style éclectique avec ornement de sgraffite (chardons) de Gabriel Van Dievoet.
- 1899 : rue Joseph II, 176, maison de style éclectique avec ornement de sgraffite (géranium) de Gabriel Van Dievoet.
- 1899 : boulevard Charlemagne, 26 ; maison avec ornement de sgraffite (marguerite) de Gabriel Van Dievoet.
- 1899 : boulevard Charlemagne 28, Maison  néoclassique.
- 1899 : avenue de la Brabançonne 27, 29, 31, trois maisons de style éclectique.
- 1899 : rue de Livourne 88, maison de style éclectique.
- 1899 : rue Ortelius 24, deux maisons de style éclectique.
- 1899 : rue de Russie 43, maison éclectique.
- 1899 : rue Ortelius 22.
- 1899 : rue Philippe le Bon 39.
- 1900 : rue de Livourne, 88 ; maison de Monsieur De la Hoese, avec ornement de sgraffite (chardon), de Gabriel Van Dievoet.
- 1902 : avenue Livingstone, 19 ; maison de Monsieur Walckiers, avec ornement de sgraffite (iris), de Gabriel Van Dievoet.
- 1902 : rue Philippe Le Bon, 51.
- 1902 : rue Philippe le Bon, 53.
- 1903 : rue Philippe le Bon ; maison de Monsieur De Coster, avec ornement de sgraffite (soleils), de Gabriel Van Dievoet.
- 1903 : rue Philippe le Bon, maison de Monsieur De Coster, avec ornement de sgraffite (pavots), de Gabriel Van Dievoet.